# Jort
Pour les articles homonymes, voir Jort (homonymie).
Jort est une commune française, située dans le département du Calvados en région Normandie, peuplée de 303 habitants.

## Géographie
| Vendeuvre            | Vendeuvre | Vendeuvre |
| Vendeuvre, Perrières | Jort      | Courcy    |
| Bernières-d'Ailly    | Vicques   | Louvagny  |

### Hydrographie
La commune est située dans le bassin Seine-Normandie. Elle est drainée par la Dives, le Douit du Houle, un bras de la Dives, la Dives, le canal 01 du Marais de Jort, la Rivière de Perrières et un autre petit cours d'eau,.
La Dives, d'une longueur de 105 km, prend sa source dans la commune de Gouffern en Auge et se jette  dans la baie de Seine en limite de Cabourg et de Dives-sur-Mer, après avoir traversé 34 communes. Les caractéristiques hydrologiques de la Dives sont données par la station hydrologique située sur la commune de Saint-Pierre-en-Auge. Le débit moyen mensuel est de 3,3 m3/s. Le débit moyen journalier maximum est de 21,7 m3/s, atteint lors de la crue du 19 janvier 2024. Le débit instantané maximal est quant à lui de 26 m3/s, atteint le même jour.

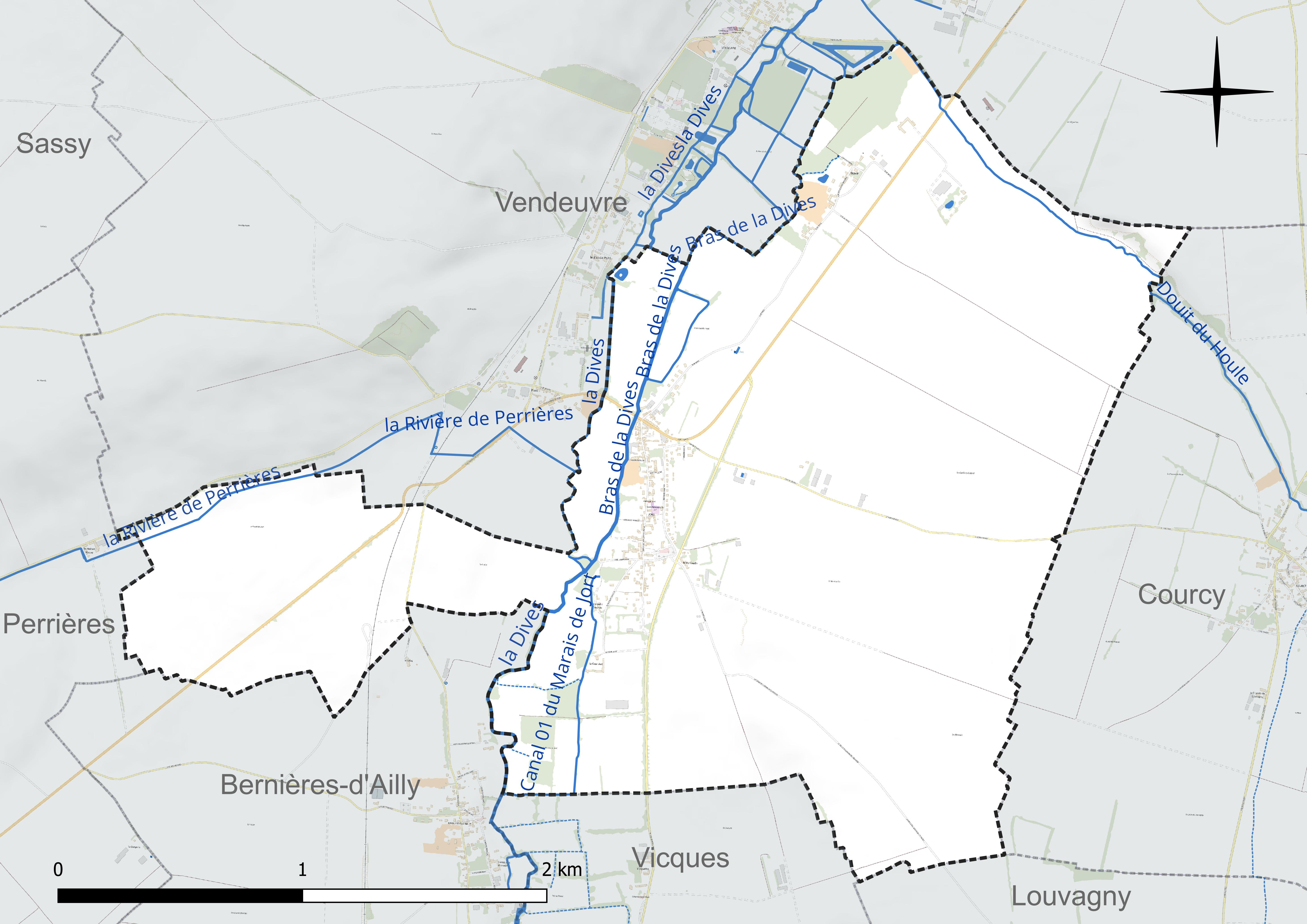
Réseau hydrographique de Jort.

### Climat
Pour des articles plus généraux, voir Climat de la Normandie et Climat du Calvados.
En 2010, le climat de la commune est de type climat océanique altéré, selon une étude du CNRS s'appuyant sur une série de données couvrant la période 1971-2000. En 2020, Météo-France publie une typologie des climats de la France métropolitaine dans laquelle la commune est exposée à un climat océanique et est dans la région climatique  Normandie (Cotentin, Orne), caractérisée par une pluviométrie relativement élevée (850 mm/a) et un été frais (15,5 °C) et venté. Parallèlement le GIEC normand, un groupe régional d'experts sur le climat, différencie quant à lui, dans une étude de 2020, trois grands types de climats pour la région Normandie, nuancés à une échelle plus fine par les facteurs géographiques locaux. La commune est, selon ce zonage, exposée à un « climat des plateaux abrités », correspondant à la plaine agricole de Caen à Falaise, sous le vent des collines de Normandie et proche de la mer, se caractérisant par une pluviométrie et des contraintes thermiques modérées.
Pour la période 1971-2000, la température annuelle moyenne est de 10,4 °C, avec une amplitude thermique annuelle de 12,4 °C. Le cumul annuel moyen de précipitations est de 691 mm, avec 11,5 jours de précipitations en janvier et 7,5 jours en juillet. Pour la période 1991-2020, la température moyenne annuelle observée sur la station météorologique la plus proche, située sur la commune de Saint-Pierre-en-Auge à 6 km à vol d'oiseau, est de 11,3 °C et le cumul annuel moyen de précipitations est de 677,1 mm,. Pour l'avenir, les paramètres climatiques de la commune estimés pour 2050 selon différents scénarios d'émission de gaz à effet de serre sont consultables sur un site dédié publié par Météo-France en novembre 2022.

## Urbanisme

### Typologie
Au 1er janvier 2024, Jort est catégorisée commune rurale à habitat dispersé, selon la nouvelle grille communale de densité à 7 niveaux définie par l'Insee en 2022. Elle est située hors unité urbaine et hors attraction des villes,.

### Occupation des sols
L'occupation des sols de la commune, telle qu'elle ressort de la base de données européenne d'occupation biophysique des sols Corine Land Cover (CLC), est marquée par l'importance des territoires agricoles (95,7 % en 2018), une proportion sensiblement équivalente à celle de 1990 (96,1 %). La répartition détaillée en 2018 est la suivante : terres arables (86,5 %), prairies (6,2 %), zones urbanisées (4,3 %), zones agricoles hétérogènes (3,1 %). L'évolution de l'occupation des sols de la commune et de ses infrastructures peut être observée sur les différentes représentations cartographiques du territoire : la carte de Cassini (XVIIIe siècle), la carte d'état-major (1820-1866) et les cartes ou photos aériennes de l'IGN pour la période actuelle (1950 à aujourd'hui).

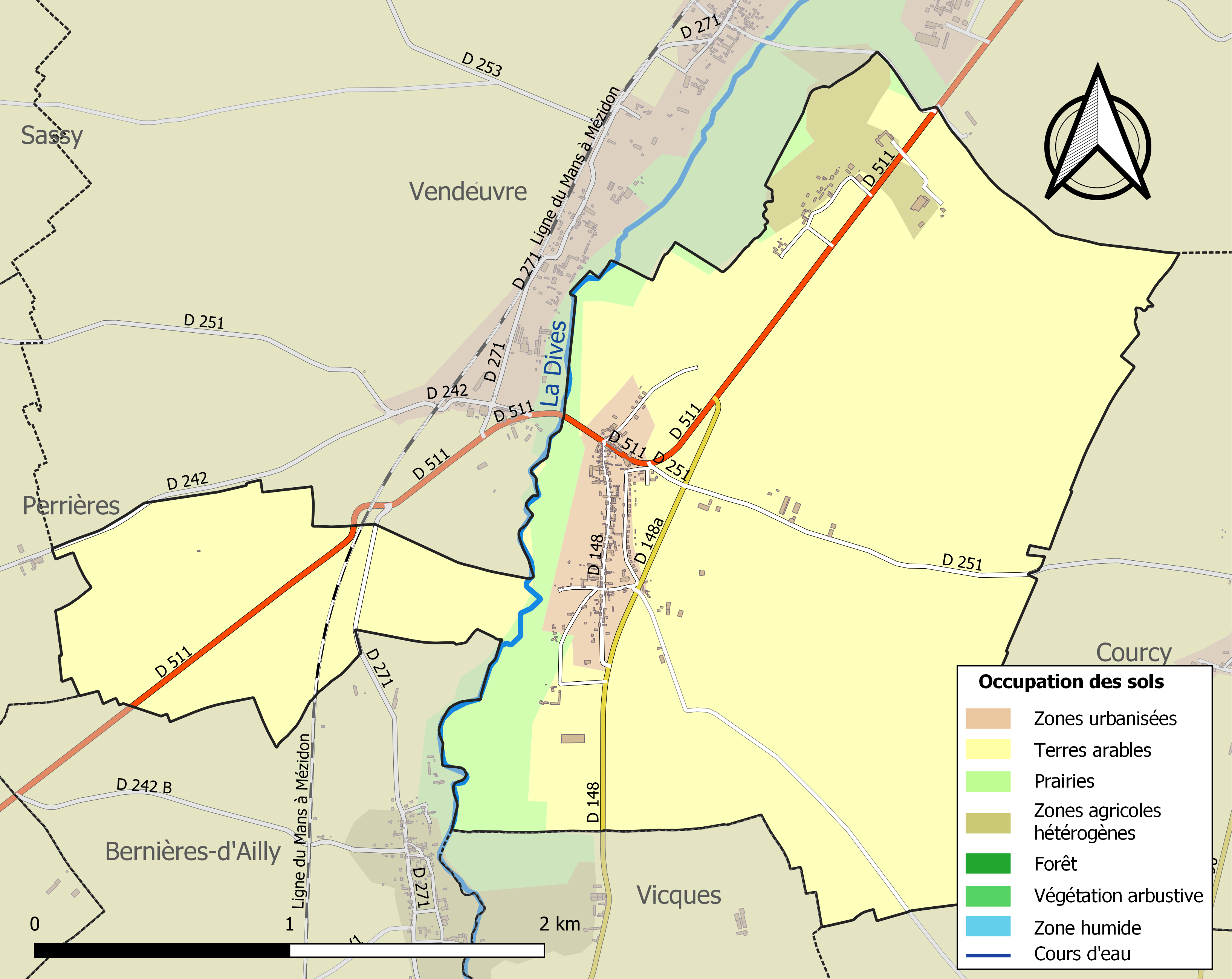
Carte des infrastructures et de l'occupation des sols de la commune en 2018 (CLC).

## Toponymie
Le nom de la localité est attesté sous les formes Jort en 1049 - 58 (DRS), Jorra en 1138 (Orderic Vital, t. V, p. 109), Jortz en 1585 (papier terrier de Falaise), Jors en 1620 (carte de Leclerc).
La forme Jorra est vraisemblablement une mauvaise latinisation.
Sans doute de *Diuo-ritu, basé sur les éléments celtiques ritu- « gué » et du nom de la Dives, nom d'un gué sur la Dives. En effet, la finale -o-ritu a régulièrement donné la terminaison -ort que l'on rencontre par ailleurs dans de nombreux toponymes comme Niort (< *Novio-ritu) ou Grenord (Grenort en 1764, « gué sur la Grêne »).

## Histoire
Jort se situe sur le site d'un ancien vicus gallo-romain, sur le Chemin Haussé, une ancienne voie romaine reliant Vieux à Exmes. Jort était un point de passage installé à la frontière entre les Lexoviens et les Viducasses.
En 2011, lors de travaux sanitaires, ont été retrouvés des reliefs antiques que les spécialistes ont identifié comme appartenant au culte de la divinité proche-orientale Mithra.

## Politique et administration

### Liste des maires
| Période                                  | Période   | Identité                | Étiquette | Qualité          |
| ---------------------------------------- | --------- | ----------------------- | --------- | ---------------- |
| Les données manquantes sont à compléter. |           |                         |           |                  |
| juin 1995                                | mars 2001 | Claude Guillain         |           |                  |
| mars 2001                                | En cours  | Jean-François Guillemot |           | Agent immobilier |

### Finances locales
Le budget de la commune était de 230 000 € en 2010. En 2011, le village est en travaux pour la mise du tout-à-l'égout, qui a couté un million d'euros.
En 2011 encore, grâce au legs d'un particulier, Pierre Auger, 800 000 € de plus sont disponibles, mais à une condition : être utilisés à des fins sociales. Le maire Jean-François Guillemot pense les employer pour retrouver un médecin.

## Population et société

### Démographie
L'évolution du nombre d'habitants est connue à travers les recensements de la population effectués dans la commune depuis 1793. Pour les communes de moins de 10 000 habitants, une enquête de recensement portant sur toute la population est réalisée tous les cinq ans, les populations de référence des années intermédiaires étant quant à elles estimées par interpolation ou extrapolation. Pour la commune, le premier recensement exhaustif entrant dans le cadre du nouveau dispositif a été réalisé en 2004.
En 2022, la commune comptait 303 habitants, en évolution de +1,68 % par rapport à 2016 (Calvados : +1,58 %, France hors Mayotte : +2,11 %).
Jort a compté jusqu'à 470 habitants en 1841.
| 1793 | 1800 | 1806 | 1821 | 1831 | 1836 | 1841 | 1846 | 1851 |
| ---- | ---- | ---- | ---- | ---- | ---- | ---- | ---- | ---- |
| 363  | 367  | 372  | 440  | 430  | 433  | 470  | 469  | 464  |

| 1856 | 1861 | 1866 | 1872 | 1876 | 1881 | 1886 | 1891 | 1896 |
| ---- | ---- | ---- | ---- | ---- | ---- | ---- | ---- | ---- |
| 414  | 414  | 372  | 372  | 363  | 365  | 373  | 370  | 307  |

| 1901 | 1906 | 1911 | 1921 | 1926 | 1931 | 1936 | 1946 | 1954 |
| ---- | ---- | ---- | ---- | ---- | ---- | ---- | ---- | ---- |
| 330  | 340  | 316  | 311  | 306  | 288  | 286  | 344  | 345  |

| 1962 | 1968 | 1975 | 1982 | 1990 | 1999 | 2004 | 2006 | 2009 |
| ---- | ---- | ---- | ---- | ---- | ---- | ---- | ---- | ---- |
| 340  | 367  | 351  | 354  | 317  | 306  | 279  | 271  | 326  |

| 2014 | 2019 | 2022 | - | - | - | - | - | - |
| ---- | ---- | ---- | - | - | - | - | - | - |
| 299  | 301  | 303  | - | - | - | - | - | - |

## Culture locale et patrimoine

### Lieux et monuments
La commune est connue pour ses reliefs mithriaques découverts en 2011.
En outre, elle comprend deux monuments anciens : 
- l'église Saint-Gervais-et-Saint-Protais des XIIe et XIIIe siècles, inscrite à l'inventaire des monuments historiques[35], qui abrite une poutre de gloire avec un Christ du XVIIe siècle
- le manoir de Beaurepaire, construit au XVIIe siècle
- relais de poste sur la route de Saint-Pierre-sur-Dives à Falaise XVIIe siècle[36]

### Personnalités liées à la commune
- Pierre Auger, un natif de la commune ayant légué 800 000 € à sa mort en décembre 2010, destinés à des « fins sociales ».

## Pour approfondir